# Jean Reboul
Pour les articles homonymes, voir Reboul.
Jean Reboul, né le 23 janvier 1796 à Nîmes et mort le 28 mai 1864 dans la même ville, est un poète et homme politique français.

## Biographie
Fils d’un serrurier originaire du Bas-Vivarais et de Gabrielle Thibaut, il est placé en pensionnat jusqu'à l'âge de treize ans, puis entre comme clerc chez un avoué. Mais, à la mort de son père, il est contraint de devenir, à quinze ans, boulanger, profession qu'il exercera toute sa vie.
En 1815, après le débarquement de Napoléon au Golfe Juan, il s'engage dans les volontaires royaux.
Jean Reboul commence d'écrire en 1820 avec une pièce intitulée Le Duel, puis avec une cantate sur la guerre d'Espagne en 1824. En 1828, il est l'auteur du célèbre L’Ange et l’enfant, poème paru dans La Quotidienne et qui lui assure la renommée. Parmi ses autres poésies, Le Dernier Jour fut de celles qui lui assurèrent une place honorable parmi les poètes français. Chateaubriand passa quelques heures à Nîmes et lui rendit visite en le félicitant pour ses travaux (cf. : Mémoires d'outre-tombe Liv.XIV, chap.2). Lamartine, Alexandre Dumas, et d'autres célébrités de l’époque comme Andersen vinrent aussi lui rendre visite.
Membre de l'Académie du Gard, il en est le président en 1835. Ce n'est qu'en 1836 qu'il publie ses Poésies, qu'il dédie à Lamartine.

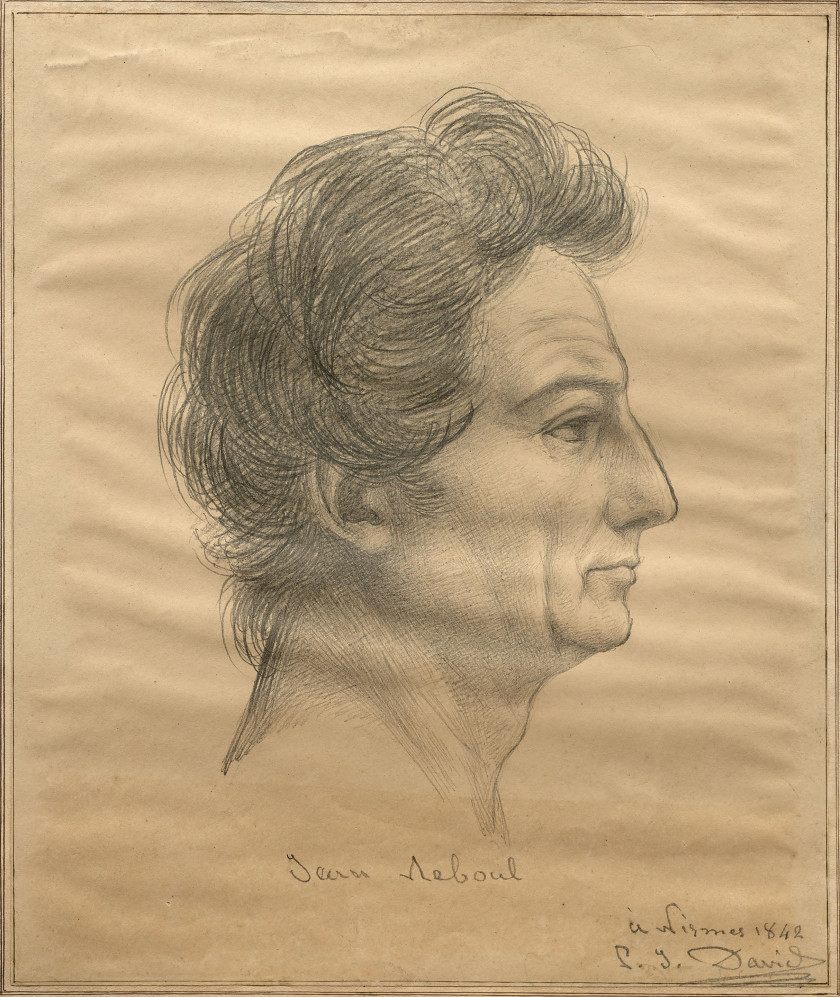
Pierre-Jean David d'Angers, Profil de Jean Reboul, 1842.

Dans les années 1850, il fait connaissance avec le jeune Antoine Bigot. Il devient également un « ami inséparable » de son homologue protestant Jules Canonge, et un proche de Gaston de Flotte. Il rejoint le Félibrige avec Canonge en 1862.

### Politique
Lors des élections législatives de 1848, il fut élu député à l'Assemblée nationale constituante par 51 470 voix. Il vote notamment en faveur de la loi d'exil bannissant la famille d'Orléans.
En 1852, le gouvernement impérial voulut lui conférer une décoration. Il répondit qu’il ne croyait pas être « passé à l’état de monument » et la refusa. Jean Reboul, catholique et royaliste, a souvent été opposé à Antoine Bigot, protestant et républicain.

### Décès
Peu avant sa mort, il accomplit le pèlerinage de Rome.
Il meurt le 28 mai 1864 à 11 heures du matin, à l'âge de 68 ans. Le 31 mai, ses obsèques sont célébrées en grande pompe ; il est inhumé au cimetière Saint-Baudile de Nîmes.

### Postérité
Une rue de Nîmes, anciennement rue Carreterie, porte son nom. Le musée des beaux-arts de Nîmes possède un buste du poète sculpté par James Pradier, et une statue exécutée par  Auguste Bosc trône au bas des escaliers des jardins de la Fontaine, face à celle d'Antoine Bigot.

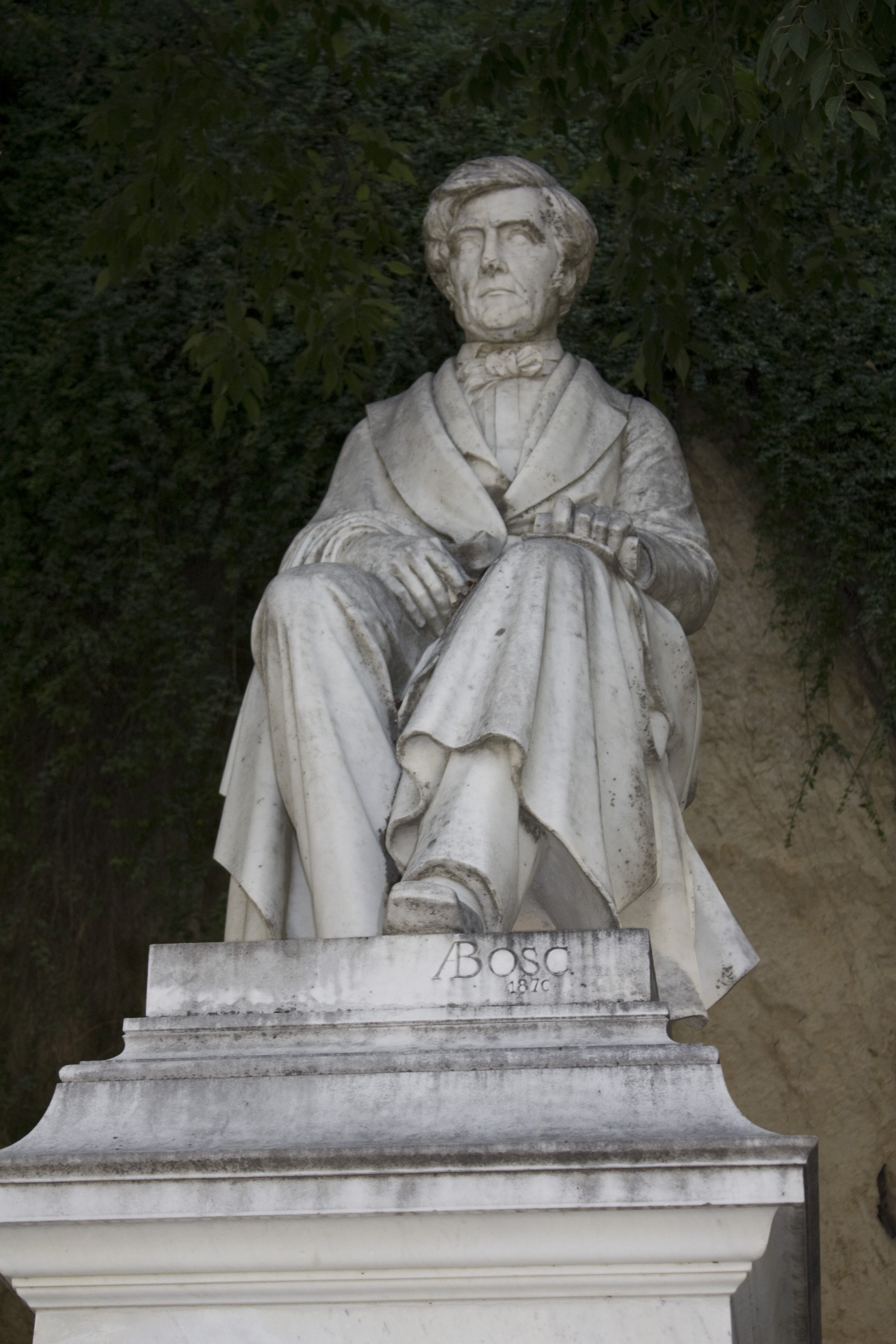
Statue d'Auguste Bosc dans les jardins de la Fontaine.
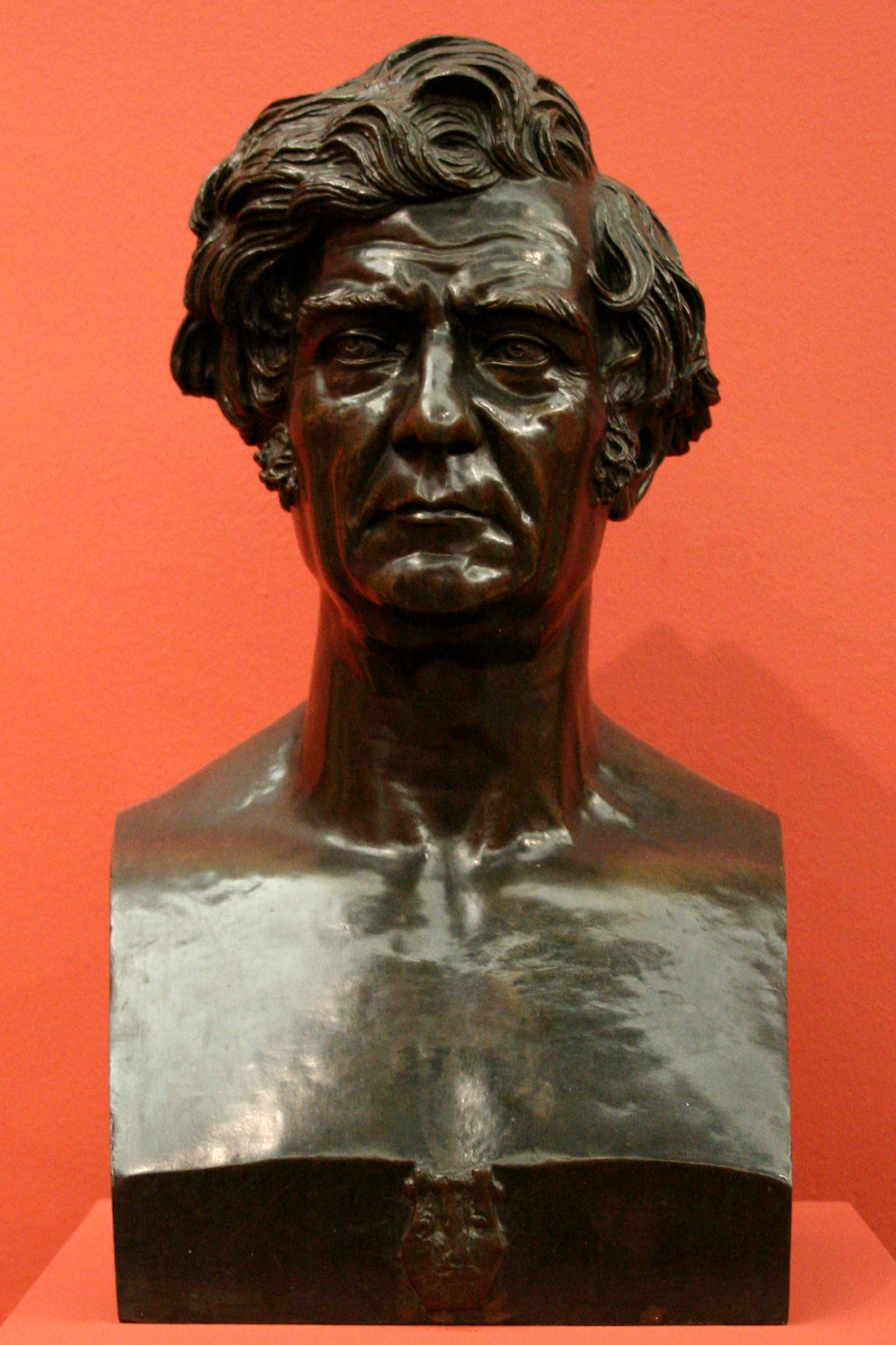
Buste de James Pradier au musée des beaux-arts.

## Œuvres
- L'Ange et l'enfant, 1828. (lire en ligne)
- Poésies, par Jean Reboul de Nîmes, précédées d'une préface par Alexandre Dumas et d'une lettre à l'éditeur par Alphonse de Lamartine, 1836. (lire en ligne)
- Œuvres de Jean Reboul, 1839.
- Le dernier jour : poème en dix chants, suivi d'une lamentation à la ville de Nîmes, 1839. (lire en ligne)
- Poésies, précédées d'une notice biographique et littéraire par Jean Reboul, nouvelle édition revue et augmentée par l'auteur, 1840.
- Poésies nouvelles, 1846. (lire en ligne)
- Le Martyre de Vivia, mystère en 3 actes et en vers, 1850. (lire en ligne)
- Les Traditionnelles, nouvelles poésies, 1857 lire sur Wikisource)
- Lettres de Jean Reboul, de Nîmes, précédées d'une introduction par M. Poujoulat, Michel-Lévy frères, Paris, 1865. (lire en ligne)
- Poésies patoises, avec une étude sur Jean Reboul, par Camille Pitollet (de), Joseph Fabre, Nîmes, 1924.
- Tradition des poètes nîmois : Jean Michel, 1603-1689, Jean Reboul, 1796-1864, Antoine Bigot, 1825-1897, présentation et textes choisis par Jean-Marie Marconot, RIRESC-recherches sociales, Nîmes, 2007.